# Брегенцский фестиваль
Брегенцский фестиваль (нем. Bregenzer Festspiele) — фестиваль искусств, проходящий ежегодно в июле и августе в австрийском городе Брегенц. Особенностью фестиваля является плавучая сцена на Боденском озере.

## История
Театральные выступления под открытым небом на берегу Боденского озера начались в 1911 году. Официальное открытие первой фестивальной недели в Брегенце состоялось в 1946 году, через год после окончания Второй мировой войны. На озере было создано две сцены из барж: на одной играл Венский симфонический оркестр, на другой располагались театральные декорации. Первая постоянная сцена на воде появилась в 1950 году, в 1955 открылось здание первого театра.
Единственный раз, в 1972 года, на озере было поставлено два музыкальных спектакля на двух сценах, все остальные годы центральным оставалось только одно выступление. В 1979 году была построена новая сцена на озере. С 1985 года центральный спектакль фестиваля стал повторяться два года подряд.
В противовес главному представлению, с 1988 года сцена в Фестивальном театре предоставляется незаслуженно забытым операм, к участию в которых приглашаются только лучшие исполнители. Такой подход избран для популяризации произведений, чтобы в дальнейшем их постановкой заинтересовались ведущие театры мира.
Опера «Набукко», показанная в 1993 и 1994 годах стала рекордной по числу зрителей: более 300 000 человек посмотрели основные и дополнительные представления. В 1997 фестиваль открыл новые направления: представления для детей и кросс-культурные выступления. За последние он был удостоен Государственной премии Австралии за развитие международных отношений 1998 года.
В 2008 году площадки фестиваля стали местом съёмок фильма «Квант милосердия» из сериала о Джеймсе Бонде. Съёмки проходили в мае, во время репетиций оперы «Тоска».
В 2015 суммарная аудитория фестиваля составила 228 000 человек, из которых основное представление, оперу «Турандот», увидела 171 000 зрителей, а прямую телевизионную трансляцию оперы посмотрело более 1 млн человек.
Художественным руководителем фестиваля с декабря 2003 года является Дэвид Паунтни (англ. David Pountney), который сменил на этом посту Альфреда Вопмана (нем. Alfred Wopmann).

## Площадки фестиваля
В рамках фестиваля свои работы показывают представители различных музыкальных и театральных коллективов, выступающие на различных площадках.
- Плавучая сцена (нем. Seebühne) — площадка под открытым небом на Боденском озере с расположенным на берегу амфитеатром на 7000 мест. На этой площадке проходят масштабные представления музыкальных спектаклей, в том числе опер и балетов.
- Фестивальный театр (нем. Festspielhaus)  — площадка для показа редко исполняемых классических оперных постановок и концертов.
- Мастерская (нем. Werkstattbühne) — площадка для современных театра и оперы.
- Театр на зерновом рынке (нем. Theater am Kornmarkt) — площадка для опер, оперетты и драматических спектаклей.
- shed8/Театр «Космос» (нем. shed8/Theater Kosmos) — площадка для драматических спектаклей и кросс-культурных представлений

С первого же года фестиваль приобрёл статус международного, поскольку участие в нём приняли представители Германии, Швейцарии и Франции.
Постоянным и одним из главных участников фестиваля является Венский симфонический оркестр. Он выступает на собственной площадке, а также поддерживает другие представления. На каждом произведении у оркестра прежде был новый дирижёр, так как выступления являлись одновременно конкурсом дирижирования, сейчас такого правила нет.